# Piotrów-Porębiska
Piotrów-Porębiska – wieś w Polsce położona w województwie świętokrzyskim, w powiecie kieleckim, w gminie Łagów.
Samodzielna miejscowość od 1 stycznia 2014, wcześniej jako Porębiska była częścią wsi Piotrów.